# HBS Craeyenhout

## Calcio
HBS Craeyenhout è una società polisportiva olandese avente sede a L'Aia.
Fondata nel 1893, è attiva nel settore calcistico, del cricket e dell'hockey su prato.
L'HBS Craeyenhout ha militato dal 1896 al 1954 nella massima divisione del campionato di calcio olandese, vincendo il campionato nelle stagioni 1903-1904, 1905-1906 e 1924-1925.

## Palmarès

### Competizioni nazionali
- Campionato olandese: 3

1903-1904, 1905-1906, 1924-1925
- Coppa dei Paesi Bassi: 1

1900-1901

### Altri piazzamenti
- Campionato olandese:

Terzo posto: 1896-1897
- Coppa dei Paesi Bassi:

Semifinalista: 1911-1912